# Laborare est orare

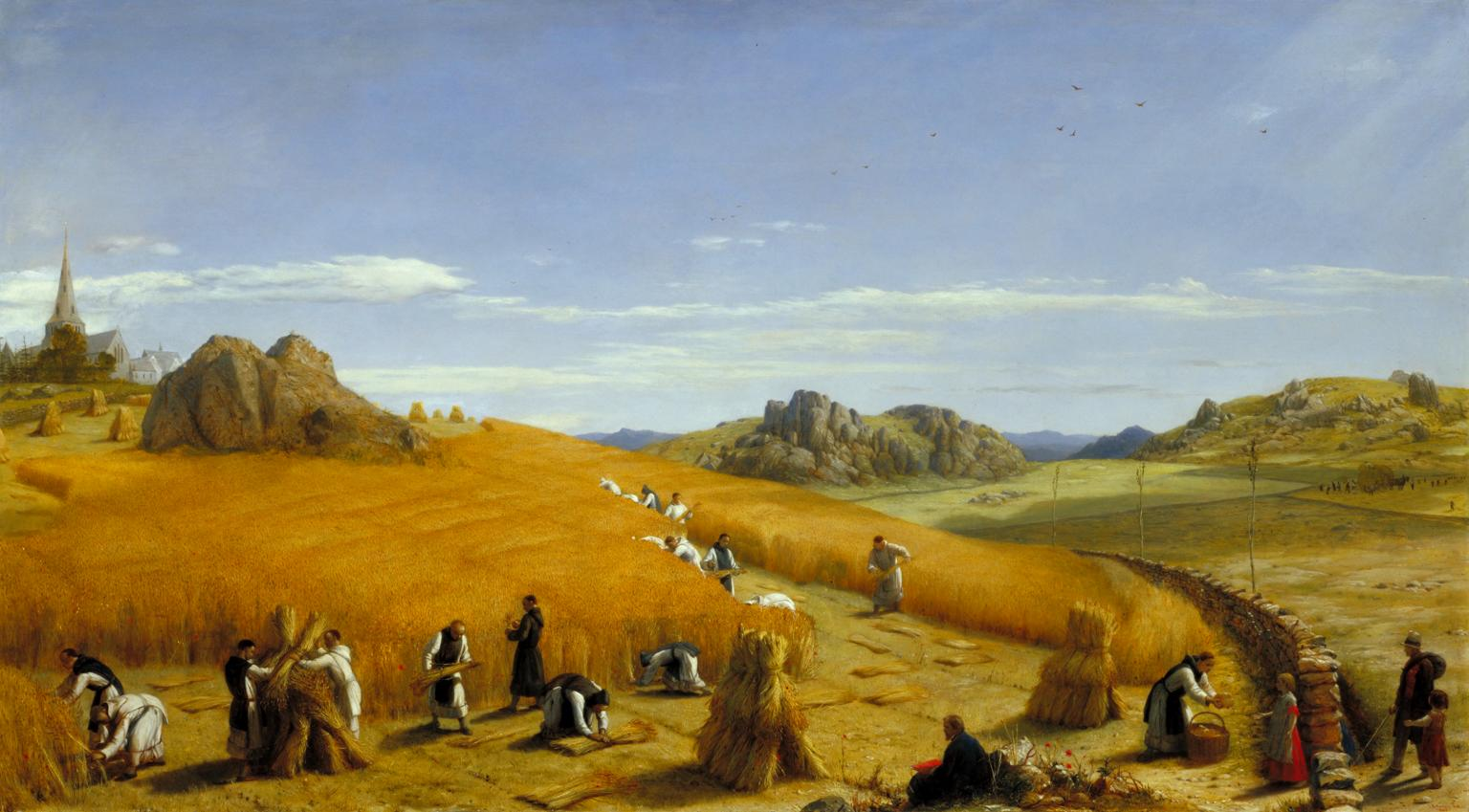
Джон Роберт Херберт. Laborare est Orare, 1862

Laborare est orare (рус. Трудиться — значит молиться) — латинское крылатое выражение.
Выражение имеет христианское происхождение. Фраза указывает на взаимосвязь двух понятий: труда и благочестия. Буквальное значение крылатого выражения Laborare est orare: «работа — это молитва», переносное: «даже работа, если она сделана с правильным намерением, является молитвой и угодна Богу».
Фраза, вероятно, происходит от девиза бенедиктинских монахов, "ora et labora " (молись и работай). Устав бенедиктинцев подразумевает, что монах должен не только уединяться в молитве, но и заниматься производительным трудом, в этой версии в определённом смысле предполагается абсолютная ценность труда. Фраза Laborare est orare была широко распространена среди монахов в Средние века.

## См. также

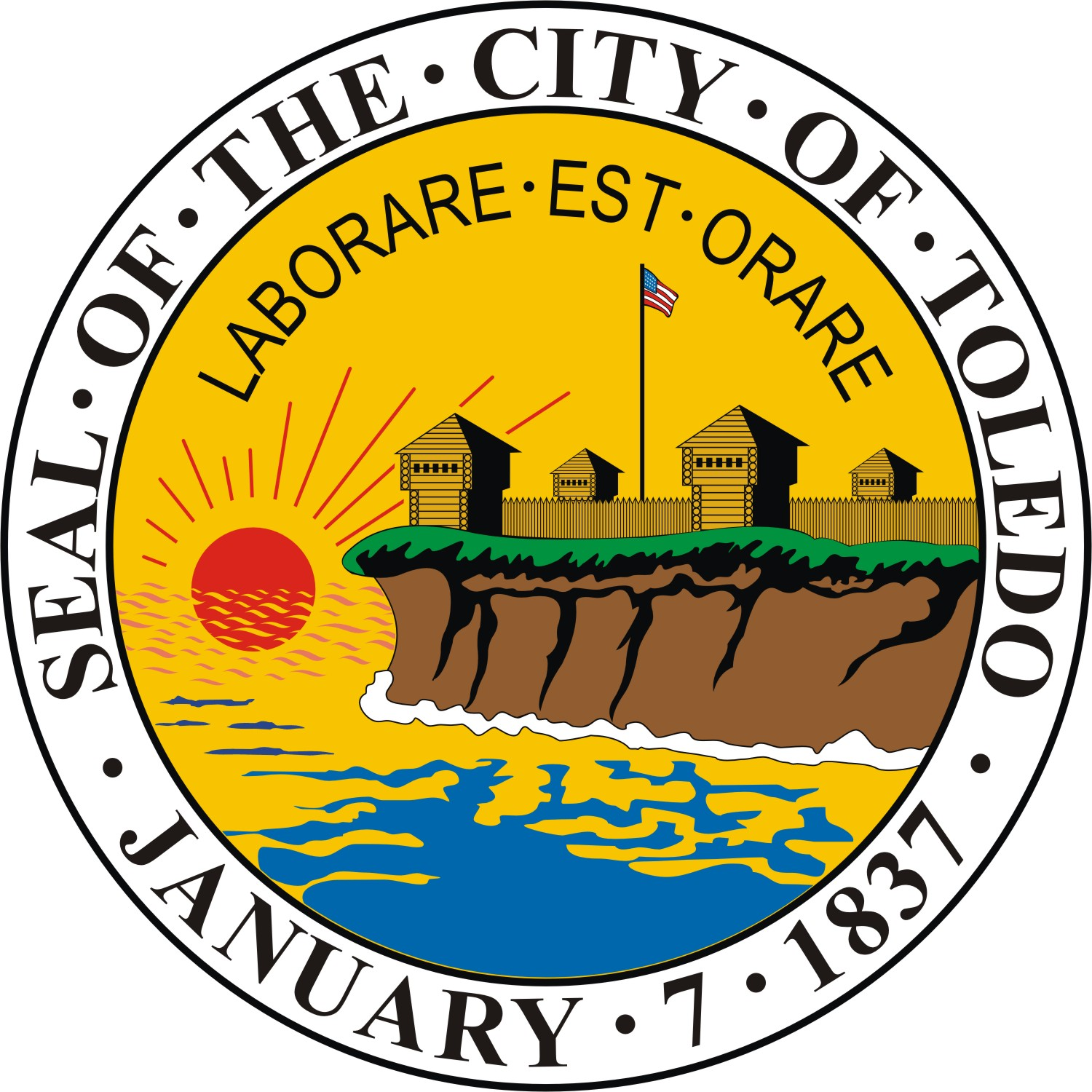
Герб города Толедо с этим девизом